# Robert Frank
Robert Frank (9. listopadu 1924, Curych, Švýcarsko – 9. září 2019, Inverness, Kanada) byl švýcarsko-americký fotograf, režisér a kameraman. Jeho nejpozoruhodnější dílo byla kniha z roku 1958 s názvem The Americans, která poskytla čtenářům Frankův svěží a neutrální pohled na americkou společnost. Frank později expandoval do filmu a videa a experimentoval s fotografickou manipulací a fotomontáží. Vyučil se fotografem v Basileji a Curychu, kde pak také jako fotograf pracoval. Roku 1947 odjel do New Yorku, kde fotografoval pro módní časopis Harper's Bazaar. Následující rok podnikl cestu po Peru a Bolívii, z níž vydal knihu spolu s Wernerem Bishofem. V letech 1950–1951 navštívil Evropu a pak tři roky fotografoval ve Spojených státech pro různé časopisy (Life, Look, McCall’s). V roce 1955 obdržel Guggenheimovo stipendium, díky kterému se dva roky věnoval fotografování v různých částech Spojených států a mohl později připravit knihu The Americans (nejprve však vyšla roku 1958 ve Francii pod názvem Les Americains). V roce 1959 se začal věnovat filmu. Celkem natočil 31 titulů. Je řazen k takzvané „Newyorské škole fotografie“, která s oblibou od 30. do 70. let dvacátého století využívala různé druhy neostrosti.

## Život a tvorba
Narodil se 9. listopadu 1924 v Curychu ve Švýcarsku do židovské rodiny jako syn Rosy (Zucker) a Hermanna Franka. Robert uvádí v dokumentu Leaving Home, Coming Home Geralda Foxe z roku 2005, že jeho matka Rosa (jiné zdroje uvádějí její jméno jako Regina) měla švýcarský pas, zatímco jeho otec Hermann pocházel z Frankfurtu nad Mohanem v Německu a zůstal bez státní příslušnosti poté, co jako Žid ztratil německé občanství. Pro Roberta a jeho staršího bratra Manfreda museli požádat o švýcarské občanství. Přestože Frank a jeho rodina zůstali ve Švýcarsku během druhé světové války v bezpečí, přesto hrozba nacismu ovlivnila jeho vnímání útlaku. Začal se věnovat fotografii, částečně jako prostředek úniku z domácích mantinelů a své rodiny orientované na podnikání a studoval u několika fotografů a grafických designérů, než v roce 1946 vytvořil svou první ručně vyrobenou knihu fotografií 40 Fotos. Frank v roce 1947 emigroval do Spojených států a v New Yorku si sehnal práci módního fotografa pro Harper's Bazaar.
V roce 1949 publikoval Walter Laubli (1902–1991), nový editor časopisu Camera, rozsáhlé portfolio obrázků Jakoba Tuggenera pořízených v zábavních zařízeních a továrnách, vedle práce 25letého Franka, který se po dvou letech v zahraničí právě vrátil do svého rodného Švýcarska. Časopis obsahoval stránky s některými z jeho prvních fotografií z New Yorku a propagoval autora jako zástupce „nové švýcarské fotografie“.
Tuggener byl vzorem pro mladšího umělce, kterého poprvé zmínil Frankův šéf a mentor, komerční fotograf z Curychu Michael Wolgensinger (1913–1990), a který pochopil, že Frank není vhodný pro žoldnéřské použití média. Tuggener jako seriózní umělec, který opustil komerční svět, byl „ten, kterého Frank opravdu miloval, nejvíce ze všech švýcarských fotografů“. Podle bývalého ředitele Kunsthaus v Curychu pana Guida Magnaguagna byla Tuggenerova kniha Fabrik Frankovým vzorem pro jeho Les Américains (The Americans – Američané) publikovaná o deset let později v Paříži vydavatelem Delpire, v roce 1958.
Frank brzy odcestoval na cestu do Jižní Ameriky a Evropy. Vytvořil další ručně vyráběnou knihu fotografií, které nafotografoval v Peru, a do USA se vrátil v roce 1950. Tento rok byl pro Franka významný, po setkání s Edwardem Steichenem se zúčastnil skupinové výstavy 51 American Photographers (51 amerických fotografů) v Muzeu moderního umění (MoMA) a také se oženil s kolegyní umělkyní Mary Frankovou rozenou Mary Lockspeiser, se kterou měl dvě děti, Andreje a Pabla.
Ačkoli byl zpočátku optimistický ohledně americké společnosti a kultury, Frankův pohled se rychle změnil, když čelil rychlému tempu amerického života a tomu, co viděl jako přílišný důraz na peníze. Později často viděl Ameriku jako chmurné a osamělé místo, což se ukázalo na jeho pozdějších fotografiích. Frankova vlastní nespokojenost s kontrolou, kterou editoři vykonávali nad jeho prací, také nepochybně ovlivnila jeho zkušenost. Pokračoval v cestování a na krátký čas se přestěhoval se svou rodinu do Paříže. V roce 1953 se vrátil do New Yorku a nadále pracoval jako fotoreportér na volné noze pro časopisy včetně McCall's, Vogue a Fortune. Spolupracoval s dalšími současnými fotografy, jako je Saul Leiter a Diane Arbusová, a pomohl zformulovat to, co Jane Livingston nazvala New York School of Photographers, tedy Newyorská škola fotografie (nezaměňovat s New York School of Art – Newyorskou školou umění) během čtyřicátých a padesátých let. Tato škola s oblibou od 30. do 70. let dvacátého století využívala různé druhy neostrosti. Nebyla to instituce v pravém slova smyslu, ale šestnáct autorů (narozených od 1898–1934) žijících a tvořících v New York City. Jednalo se o fotografy, jejichž jména jsou dnes již legendami: Diane Arbusová, Alexey Brodovitch, Ted Croner, Bruce Davidson, Don Donaghy, Louis Faurer, Richard Avedon, Sid Grossmann, William Klein, Saul Liter, Leon Levinstein, Helen Levitt, Lisette Model, David Vestal a Weegee.
V roce 1955 obdržel Frank další uznání, Edward Steichen zařadil sedm jeho fotografií (mnohem více než většina ostatních přispěvatelů) do světové muzejní výstavy Lidská rodina v Muzeu moderního umění, kterou vidělo 9 milionů návštěvníků, včetně populárního katalogu, který je stále v tisku. Frankovy příspěvky byly přijaty ve Španělsku (žena líbající své rozcuchané dítě v náručí), klanící se staré ženy v Peru, revmatický horník ve Walesu, včetně dvou snímků (jeden atypicky rozostřený) jeho manželky v těhotenství a šesti smějících se žen v okně stánku White Tower Hamburger na čtrnácté ulici v New Yorku. Ta byla později zařazena do knížky The Americans.

## The Americans
Inspirováno filmovou knihou Švýcara Jakuba Tuggenera z roku 1943 Fabrik, Bill Brandtova The English at Home (1936), a Walker Evansovy American Photographs (1938), a dále na doporučení Evanse, Alexeje Brodoviče, Alexandra Leibermana, Edwarda Steichena a Meyera Schapira, Frank v roce 1955 získal Guggenheimovo stipendium od John Simon Guggenheim Memorial Foundation aby cestoval po Spojených státy a fotografoval všechny vrstvy společnosti. Navštívil například následující města: Detroit a Dearborn v Michiganu; Savannah, Gruzie; Miami Beach a St. Petersburg, Florida; New Orleans, Louisiana; Houston, Texas; Los Angeles, Kalifornie; Reno, Nevada; Salt Lake City, Utah; Butte, Montana; a Chicago, Illinois. V průběhu dalších dvou let vzal s sebou svou rodinu na řadu výletů, během nichž pořídil 28 000 záběrů. Z toho 83 z nich bylo vybráno k publikování v The Americans.
Frankova cesta se neobešla bez incidentů. Vzpomínal na antisemitismus, kterému byl vystaven v malém městě v Arkansasu. „Pamatuji si, že mě jeden policista vzal na policejní stanici, tam se posadil a dal si nohy na stůl. Ukázalo se, že jsem Žid, protože jsem měl dopis od Guggenheimovy nadace. Opravdu byli primitivní.“ Šerif mu řekl: „No, musíme někoho, kdo mluví jidiš.“... "Chtěli z toho něco udělat." To bylo jenom jednou, co se mi stalo na cestě. Dali mě do vězení. Bylo to strašidelné. Nikdo nevěděl, kde jsem.“ A kdesi v jednom městě na jihu mi nějaký šerif řekl, že mám „hodinu na odchod z města“. Tyto incidenty pravděpodobně přispěly k temnému pohledu na Ameriku, který je v práci obsažen.
Krátce po návratu do New Yorku v roce 1957 se Frank setkal se spisovatelem Beatnické generace Jackem Kerouacem na chodníku před párty a ukázal mu fotografie ze svých cest. Kerouac okamžitě Frankovi řekl: „Určitě můžu o těchto obrázcích něco napsat.“ Nakonec do knihy přispěl svým úvodem. Frank se také stal celoživotním přítelem s Allenem Ginsbergem a byl jedním z hlavních vizuálních umělců, který dokumentoval subkulturu Beatníků, která pociťovala spřízněnost s Frankovým zájmem o dokumentování napětí mezi optimismem 50. let a realitou třídní a rasové odlišnosti. Ironie, kterou Frank našel v lesku americké kultury a bohatého majetku nad tímto napětím dala jeho fotografiím jasný kontrast k těm nejmodernějším americkým fotožurnalistům, stejně jako jeho využití neobvyklého zaostření, slabého osvětlení a ořezu, které se odlišovalo od běžně akceptovaných fotografických technik.
Tato odchylka od současných fotografických standardů způsobila Frankovi potíže při hledání amerického vydavatele. Proto byl Les Américains poprvé publikován v roce 1958 Robertem Delpireem v Paříži, jako součást série Encyclopédie Essentielle, s texty Simone de Beauvoir, Erskine Caldwell, William Faulkner, Henry Miller a John Steinbeck, které Delpire umístil naproti Frankovým fotografiím. Kniha byla ve Spojených státech nakonec publikována v roce 1959 bez textů a zpočátku byla doprovázena značnou kritikou. Například magazín Popular Photography se vysmíval jeho fotografiím kvůli nesmyslnému rozostření, zrnu, zmatené expozici, opilým (padajícím) horizontům a obecné nedbalosti.” Ačkoli prodeje byly zpočátku také malé, skutečnost, že úvod napsal populární Kerouac, pomohl oslovit větší publikum. V průběhu času a prostřednictvím inspirace pozdějších umělců se kniha Američané stala klíčovým dílem americké fotografie a dějin umění a je to dílo, s nímž je Frank nejjasněji identifikován. Kritik Sean O'Hagan, píšící pro The Guardian v roce 2014 řekl: „Je nemožné si představit nedávnou minulost fotografie a drtivou matoucí přítomnost bez jeho přetrvávající a všudypřítomné přítomnosti.“ a že kniha Američané „změnila povahu fotografie, [...] zůstane snad nejvlivnější fotografickou knihou 20. století.“
V roce 1961 Frank zrealizoval svou první samostatnou show s názvem Robert Frank: Photographer na Art Institute of Chicago. V roce 1962 se představil také v Muzeu moderního umění v New Yorku.
U příležitosti padesátého výročí prvního vydání Američanů bylo 30. května 2008 celosvětově vydáno nové vydání. U této nové edice od Steidla je většina fotografií neoříznutá (na rozdíl od oříznutých verzí v předchozích vydáních) a dvě fotografie jsou nahrazeny fotografiemi stejného subjektu, ale z jiného pohledu.
Slavnostní výstava The Americans s názvem Looking In: Robert Frank's The Americans byla uvedena v roce 2009 v Národní galerii umění ve Washingtonu, DC, v San Francisco Museum of Modern Art (SFMOMA) a v Metropolitním muzeu umění v New Yorku. Druhá část čtyřdílné výstavy SFMOMA, 2009, zobrazuje Frankovu původní přihlášku k Nadaci Johna Simona Guggenheima (která financovala primární práci na projektu Američané), spolu s archy historických kontaktů, dopisy fotografovi Walkeru Evansovi a spisovateli Jacku Kerouacovi, a dvě první rukopisné verze Kerouacova úvodu do knihy. Vystaveny byly také tři koláže (vyrobené z více než 115 originálních hrubých děl), které byly shromážděny pod Frankovým dohledem v letech 2007 a 2008, odhalující jeho zamýšlená témata i jeho první kola výběru obrázků. Byla vydána doprovodná kniha s názvem Looking In: Robert Frank's The Americans, velmi podrobná fotografická studie na 528 stránkách. Když pracoval jako strážce v Metropolitním muzeu umění, požádal Jason Eskenazi další známé fotografy, kteří navštívili výstavu Looking In, aby vybrali svůj oblíbený obrázek Američanů a vysvětlili svůj výběr, což vyústilo v knihu By the Glow of the Jukebox: The Americans List.

## Filmy
V roce 1959 se začal věnovat filmu. Celkem natočil 31 titulů.
V době, kdy Američané vyšli ve Spojených státech, Frank odešel od fotografie a soustředil se na filmovou tvorbu. Mezi jeho filmy byl Pull My Daisy z roku 1959 , který napsal a vyprávěl Kerouac a hráli v něm Ginsberg, Gregory Corso a další z okruhu Beatníků. Beatníci zdůrazňovali spontánnost a improvizaci. Pull My Daisy byl podle toho ceněn celá léta jako improvizační mistrovské dílo, dokud Frankův spolu-režisér Alfred Leslie neodhalil v novinách z 28. listopadu 1968 v Village Voice, že film byl skutečně pečlivě naplánován, nacvičován, natáčen profesionální technikou a osvětlením a režírován jím a Frankem.
Frankův dokument o Rolling Stones z roku 1972, Cocksucker Blues, je patrně jeho nejznámějším filmem. Snímek ukazuje Stones na turné, dokumentuje těžké užívání drog a skupinový sex. Frank řekl o Stonech:
„Bylo skvělé se na ně dívat – vzrušující. Ale moje práce začínala po představení. To, co jsem fotografoval, byl jistý druh nudy. Je to tak těžké být slavný. Je to strašný život. Každý chce od Vás něco získat.“

Mick Jagger Frankovi údajně řekl: „Je to zasraně dobrý film, Roberte, ale pokud se to ukáže v Americe, už nikdy nedostaneme v zemi povolení.“ Skupina se proto snažila u soudu domoci toho, aby film nebyl zveřejněn. Soud nakonec omezil promítání maximálně na pětkrát ročně, a to vždy za Frankovy přítomnosti. Frankova fotografie se objevila také na obálce alba Exile on Main St.
Mezi další Frankovy filmy patří Me and My Brother, Keep Busy a Candy Mountain, přičemž poslední z nich spolurežíroval s Rudym Wurlitzerem.

## Stáří
Přestože se Frank i nadále zajímal o film a video, v 70. letech se k fotografiím vrátil a v roce 1972 vydal svou druhou fotografickou knihu The Lines of My Hand. Tato práce byla uvedena jako „vizuální autobiografie“ a skládá se převážně z osobních fotografií. Z velké části se však vzdal „přímé“ fotografie, aby místo toho vytvořil vyprávění ze sestavených obrazů a koláží, včleňující slova a sérií více obrázků, které byly poškrábány a pokresleny přímo na negativech. Žádná z autorových pozdějších prací nedosáhla účinku srovnatelného s účinkem Američanů. Jak někteří kritici zdůraznili, je to pravděpodobně proto, že si Frank začal hrát s konstruovanými obrazy více než deset let poté, co Robert Rauschenberg představil své kompozity na sítotisku — na rozdíl od Američanů však Frankovy pozdější obrazy zkrátka nepřevyšovaly tehdejší banální akceptovanou technikou a praxi.
Frank a Mary se rozvedli v roce 1969. Znovu se oženil se sochařkou June Leaf a v roce 1971 se přestěhoval do komunity Mabou v Novém Skotsku na ostrově Cape Breton v Kanadě. V roce 1974 jeho dcera Andrea zahynula při letecké havárii v Tikalu v Guatemale. Také v té době byl jeho syn Pablo poprvé hospitalizován a diagnostikován se schizofrenií. Velká část Frankovy následné práce se zabývala dopadem ztráty jeho dcery a následně i jeho syna, který zemřel v Allentownu v pensylvánské nemocnici v roce 1994. V roce 1995 založil na památku své dcery Nadaci Andrey Frank, která poskytuje umělecké granty.
Po svém přestěhování do kanadské Nového Skotska rozdělil Frank svůj čas mezi svůj domov v bývalé rybářské chatrči na pobřeží a podkroví Bleecker Street v New Yorku. Získal renomé samotáře za to, že (zejména od smrti Andrea) odmítal většinu rozhovorů a veřejná vystoupení. Pokračoval v přijímání eklektických úkolů, například fotografování Demokratické národní konvence z roku 1984 a režírování hudebních videí pro umělce, jako je New Order („Run“) a Patti Smith („Summer Cannibals“). Frank produkoval oba filmy i fotografie z natáčení a pomohl zorganizovat několik retrospektiv svých uměleckých děl. Jeho práce byla reprezentována v Pace / MacGill galerie v New Yorku od roku 1984. V roce 1994, Národní galerie umění ve Washingtonu, DC představila nejkomplexnější retrospektivu Frankovy práce k dnešnímu dni, nazvaný Moving Out.
Robert Frank zemřel 9. září 2019 ve věku 94 let ve svém domě v Novém Skotsku.

## Zastoupení ve sbírkách
- Art Institute of Chicago, Chicago, Illinois, USA[45]

## Ocenění
- 1955: Guggenheim Fellowship od nadace John Simon Guggenheim Memorial Foundation.[5]
- 1985: Cena Ericha Salomona
- 1996: Hasselblad Foundation International Award in Photography od nadace Hasselblad Foundation.[46]
- 2002: Edward MacDowell Medal, MacDowell Colony, Peterborough, New Hampshire.[47][48]
- 2012: Swiss Press Photo Lifetime Achievement Award
- 2014: Cena Roswithy Haftmann, speciální cena
- 2015: Doctor of Fine Arts, honoris causa, Nova Scotia College of Art and Design University, Halifax, Kanada.[49]

### Knihy
- Les Américains = The Americans
  - Paris: Delpire, 1958. Francouzsky. Obsahuje texty o americké politické a sociální historii ve francouzštině od autorů jako jsou: Simone de Beauvoir, Erskine Caldwell, William Faulkner, Henry Miller a John Steinbeck, vybral: Alain Bosquet. Součást série Encyclopédie Essentielle.
  - New York: Grove Press, 1959. Úvod: Jack Kerouac.
  - New York: Aperture; Museum of Modern Art, 1969. Revidované a rozšířené vydání. Úvod: Jack Kerouac a Frank, and a survey of Frank's films, each represented by a page of film frame stills.
  - Göttingen: Steidl, 2008. ISBN 978-3-86521-584-0. Most photographs are uncropped compared with cropped versions in previous editions, and two photographs are replaced with those of the same subject but from an alternate perspective.
- The Lines of my Hand.
  - Tokyo: Yugensha. Deluxe, slipcased edition. Vydání 1000 kopií, 500 featured the slipcase photograph of "New York City, 1948", 500 featured the slipcase photograph of "Platte River, Tennessee".
  - New York: Lustrum Press, 1972. Paperback.
  - New York: Pantheon. ISBN 9780394552552.
- Flower is… Yugensha, 1987. Vydání 1000 kopií, 500 featured "Champs-Élysées, 1950 [Fleurs]" tipped onto the front cover, 500 featured "Metro Stalingrad" tipped onto the front cover.
- Flamingo. Göteborg, Sweden: Hasselblad Center, 1997. ISBN 9783931141554. Katalog pro výstavu Hasselblad Award, Hasselblad Center, Goteborg, Švédsko.
- London / Wales. Vydáno ve spolupráci s Corcoran Gallery, Washington, D. C., pro výstavu konanou 10. května – 14. července 2003.
  - Zurich; New York: Scalo, 2003. ISBN 9783908247678.
  - Göttingen: Steidl, 2007. ISBN 978-3865213624.
- Come Again. Göttingen: Steidl, 2006. ISBN 9783865212610. According to the back cover, "Photos have been taken within the context of the photographical project 'Beirut, city centre, 1991', Éditions de Cyprès, Paris."
- Paris. Göttingen: Steidl, 2006. ISBN 978-3865215246.
- Peru. Göttingen: Steidl, 2006. ISBN 978-3865216922.
- Zero Mostel Reads a Book. Göttingen: Steidl, 2006. ISBN 978-3865215864.
- Tal Uf Tal Ab. Göttingen: Steidl, 2010. ISBN 978-3869301013. The first of the "Visual Diaries" combining photos from Frank's early career with the more private pictures he made in the latter part of his life. Other titles in the series are marked with a *
- Pangnirtung. Göttingen: Steidl, 2011. ISBN 978-3869301983.
- Pull My Daisy. Göttingen: Steidl, 2011. ISBN 978-3865216731. Přepis Kerouacova vyprávění z filmu Pull My Daisy (1959) se snímky z průběhu natáčení a úvodem Jerryho Tallmera.
- Ferne Nähe: Hommage für Robert Walser = Distant Closeness: A Tribute to Robert Walser. Bern: Robert Walser-Zentrum, 2012. ISBN 978-3-9523586-2-7.
- You Would. Göttingen: Steidl, 2012. ISBN 978-3869304182. *
- Park/Sleep. Göttingen: Steidl, 2013. ISBN 978-3869305851. *
- Partida. Göttingen: Steidl, 2014. ISBN 978-3869307954. *
- What We Have Seen. Göttingen: Steidl, 2016. ISBN 978-3958290952. *
- Leon of Juda. Göttingen: Steidl, 2017. ISBN 978-3958293113. *
- Good Days Quiet. Göttingen: Steidl, 2019. ISBN 978-3-95829-550-6.

### Kritické studie, recenze a biografie
- Looking In: Robert Frank's The Americans. Washington, D.C.: National Gallery of Art; Göttingen: Steidl, 2009. ISBN 978-3-86521-806-3. Autorka: Sarah Greenough. Esej: Stuart Alexander, Phillip Brookman, Michel Frizot, Martin Gasser, Jeff L. Rosenheim, Luc Sante a Anne Wilkes Tucker. Vydáno u příležitosti výstavy organizované v National Gallery of Art, Washington, D. C.[50]
- By the Glow of the Juke Box: The Americans List. New York: Red Hook, 2012. ISBN 978-0-984195-48-0 Editor: Jason Eskenazi, s příspěvky od 276 fotografů
- Prose, Francine. You got eyes: Robert Frank imagines America. Harper's. 2010-01, s. 67–73. Dostupné online. Reviews The Americans.[51]

### Filmy
- Don't Blink – Robert Frank (2015). Dokument, režie: Laura Israel.[52]

## Filmografie
| Rok       | Název                    | Poznámka                                                                      |
| --------- | ------------------------ | ----------------------------------------------------------------------------- |
| 1959      | Pull My Daisy            | Spolu s Alfredem Lesliem. Adaptace hry Jacka Kerouaca, hraje: Allen Ginsberg. |
| 1961      | The Sin of Jesus         | [ 54 ]                                                                        |
| 1963      | O.K. End Here            | [ 55 ]                                                                        |
| 1965/1968 | Me And My Brother        | Film o Juliu Orlovském (bratrovi Petra Orlovského) a jeho duševní nemoci.     |
| 1969      | Conversations in Vermont | [ 56 ] [ 57 ]                                                                 |
| 1969      | Life-Raft Earth          | [ 58 ]                                                                        |
| 1971      | About Me: A Musical      | [ 59 ]                                                                        |
| 1972      | Cocksucker Blues         | Kontroverzní film o tour kapely Rolling Stones roku 1972.                     |
| 1975      | Keep Busy                | Spolu s Rudym Wurlitzerem.                                                    |
| 1980      | Life Dances On           | [ 62 ] [ 63 ]                                                                 |
| 1981      | Energy and How to Get It | Spolu s Rudym Wurlitzerem.                                                    |
| 1983      | This Song For Jack       | [ 65 ]                                                                        |
| 1985      | Home Improvements        | [ 66 ]                                                                        |
| 1988      | Candy Mountain           | Spolu s Rudym Wurlitzerem.                                                    |
| 1989      | Hunter                   | [ 67 ]                                                                        |
| 1990      | C'est vrai! (One Hour)   | [ 68 ]                                                                        |
| 1992      | Last Supper              | [ 69 ]                                                                        |
| 1994      | Moving Pictures          | [ 70 ] [ 71 ]                                                                 |
| 2002      | Paper Route              | [ 72 ]                                                                        |
| 2004/2008 | True Story (krátký film) | [ 73 ]                                                                        |

## Výstavy

### Samostatné výstavy (výběr)
- 1961: Robert Frank: The Americans, Art Institute of Chicago, Chicago, Illinois[27]
- 1976: Robert Frank, Kunsthaus Zürich, Zürich[74]
- 1979: Robert Frank: Photographer/Filmmaker, Works 1945–1979, Long Beach Museum of Art.
- 1985: Robert Frank: New York to Nova Scotia, Museum of Fine Arts, Houston.
- 1989: The Americans, Jan Kesner Gallery, Los Angeles[75]
- 1997: Flamingo, Hasselblad Award exhibition, Hasselblad Center, Goteborg, Švédsko[76]
- 2004: Storylines, Tate Modern Museum, Londýn[77]
- 2005: Storylines, Fotomuseum Winterthur, Winterthur[78]
- 2008: Robert Frank. Paris, Museum Folkwang, Essen[79]
- 2009: Looking In: The Americans, National Gallery of Art, Washington D.C.[80]
- 2009: Robert Frank. Die Filme, C/O Berlin, Berlín[81]
- 2010: The Unseen Eye: Photography from the collection of W. M. Hunt (skupinová výstava), Appleton Museum of Art, Ocala[82]
- 2012: Robert Frank. From the collection of Fotomuseum Winterthur, Multimedia Art Museum, Moskva[83]
- 2014: Robert Frank In America, Cantor Art Center at Stanford University, Stanford[84]
- 2014: Robert Frank. Books and Films. 1947–2014, Akademie der Bildenden Künste München;[85] následně 2015 Museum Folkwang, Essen[86]
- 2016: Robert Frank: Books and Films, 1947–2016, HALLE 14 – Zentrum für zeitgenössische Kunst, Lipsko[87]
- 2016: Robert Frank: Books and Films. 1947–2016, Museum der Moderne, Salzburg[88]
- 2016: Robert Frank: Books and Films. 1947–2016, Kunsthalle Ziegelhütte, Appenzell[89]
- 2017: Robert Frank: Photos, Art Institute of Chicago, Chicago, Illinois[27]

### Skupinové výstavy (výběr)
- 1955: The Family of Man (Lidská rodina), Muzeum moderního umění, New York, 24. ledna – 8. května (Frank vystavoval 5 děl)[90][91]
- 1962: Photographs by Harry Callahan and Robert Frank, Museum of Modern Art, New York, 30. ledna – 1. dubna[92]
- 2004: Cruel and Tender. Fotografie und das Wirkliche, Muzeum Ludwigových, Kolín nad Rýnem[93]
- 2004: Cold Play. Set 1 aus der Sammlung des Fotomuseums Winterthur, Fotomuseum Winterthur, Winterthur[94]
- 2005: I Wanna Be Loved By You, Brooklyn Museum of Art, Brooklyn[95]
- 2006: American Beauty, National Gallery of Victoria, Melbourne[96]
- 2006: Some tribes, Christophe Guye Galerie, Curych[97]
- 2008: Street Art, Street Life: From the 1950s to Now, Bronx Museum of the Arts, New York[98]
- 2010: Staff Picks 2010, Howard Greenberg Gallery, New York[99]
- 2010: Humanos. Acciones, Historia Y Fotografía, Centro de Arte Alcobendas (CAA), Madrid[100]